# Agnès Marquès i Pujolar
Agnès Marquès i Pujolar   (Palma, 1979) és una periodista catalana. Entre 2017 i 2022 va ser la presentadora del programa No ho sé, de RAC 1. Entre el setembre de 2022 i juny de 2024 va presentar i codirigir el Planta baixa de TV3.

## Biografia

### Estudis i inici de la carrera
Tot i néixer a Palma, al cap d'uns mesos de néixer va anar a viure a Bilbao amb la seva família durant una dècada. A la dècada del 1990, va anar a viure a Barcelona. Va estudiar periodisme a la Universitat Ramon Llull i va iniciar-se al món del periodisme a la ràdio local de Llavaneres i, de forma voluntària, a Ràdio Estel. Mentre estudiava també va treballar en els programes Els matins amb Josep Cuní de COM Ràdio i No ho diguis a ningú, de Catalunya Ràdio, i va fer pràctiques a Ràdio 4. Va passar a ser redactora i presentadora d'informatius de Catalunya Ràdio. Després, entraria a Onda Rambla com a redactora d'informatius i a Telecinco i, més endavant, dirigiria i presentaria l'informatiu A mitjanit de Ràdio 4. Va ser redactora del programa de Televisió de Catalunya 180 graus, dirigit i presentat per Àngels Barceló, i de 2006 a 2007 va ser presentadora del 3/24.

### Televisió i ràdio
Va presentar el Telenotícies cap de setmana, durant set anys amb Joan Carles Peris i, des del gener de 2014, amb Ramon Pellicer. El 2011 va presentar el programa de les campanades de TV3. El 27 de maig de 2012 va presentar juntament amb Antoni Bassas la Marató de TV3 per la pobresa, amb motiu de la qual va narrar el documental Voluntaris, sobre el voluntariat a Catalunya. El 2014 va codirigir i presentar la sèrie Vincles, on establia un diàleg entre persones amb risc d'exclusió i voluntaris d'entitats socials.
El 2015 també va ser una de les presentadores dels programes especials sobre les eleccions al Parlament de Catalunya i les eleccions generals espanyoles. El 2016 va estrenar al 33 el programa La gent normal per lluitar contra els tabús.
El setembre de 2017 va esdevenir la directora del programa No ho sé de RAC 1, substituint Joan Maria Pou. Va mantenir el càrrec fins a 2022, quan va tornar a la televisió, per presentar Planta baixa de la temporada 2022-2023, quan el programa va passar a ocupar la franja de les tardes de TV3. A RAC1, Marquès fou substituïda per Anna Vallhonesta. El desembre de 2022 va presentar la Marató de TV3, en aquest cas per la salut cardiovascular, juntament amb Helena Garcia Melero i Ariadna Oltra. Va estar al capdavant del Planta baixa fins al juny de 2024.
Paral·lelament, és professora des de periodisme de la Facultat de Comunicació-Blanquerna de la Universitat Ramon Llull.

### Obra publicada
La primavera de 2018 va publicar el llibre Els guapos són els raros i el 2022, Ningú no sap que soc aquí.

### Premis i reconeixements
Entre els premis i reconeixements rebuts, destaca el Premi del Consell de Benestar Social als Mitjans de Comunicació en la categoria de Televisió.